# Scolelepis vazaha
Scolelepis vazaha är en ringmaskart som beskrevs av Eibye-Jacobsen och Soares 2000. Scolelepis vazaha ingår i släktet Scolelepis och familjen Spionidae. Inga underarter finns listade i Catalogue of Life.